# Psammomyces
Psammomyces is een monotypisch geslacht van schimmels behorend tot de familie Bolbitiaceae. Het bevat alleen Psammomyces plantaginiformis.